# Calypogeia cordistipula
Calypogeia cordistipula là một loài rêu tản trong họ Calypogeiaceae. Loài này được (Stephani) Stephani miêu tả khoa học lần đầu tiên năm 1908.